# 바이네크

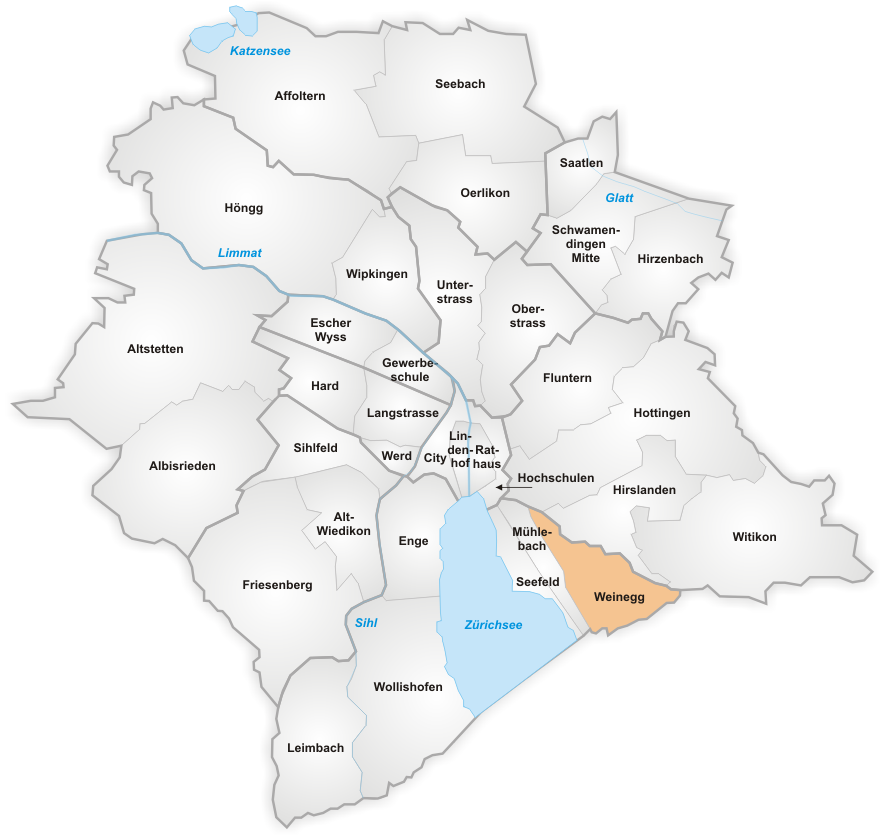
취리히시에서 바이네크의 위치

바이네크(독일어: Weinegg)는 스위스 취리히시 8구에 있는 동이다.

## 지리
바이네크는 이전에 1893년 취리히에 통합된 리스바흐 지자체의 일부였다. 이 동에는 1.72km² 면적에 4,951명의 인구가 분포되어 있다.

## 엔첸뷜과 레할프 묘지
1902년 엔첸뷜은 오래된 노이뮌스터와 레할프 공동묘지에 이어 취리히 북동부의 증가하는 수요에 대한 세 번째 확장 단계였다. 도시의 수석 엔지니어인 아르놀트 가이저는 높은 원형 벽으로 둘러싸인 세로와 가로축이 있는 건축학적으로 단순한 묘지를 설계했다. 서쪽으로 기울어진 식물의 가장 높은 지역에 가이저는 고딕 리바이벌 스타일로 지어진 퇴위 예배당을 그곳에 배치했다. 1934년에 묘지 부지는 현재 크기로 확장되었다. 묘지 지역인 프리트호프 엔첸뷜은 촐리콘의 시정촌과 공유된다. 이니고 갈로, 세자르 카이저, 마그리트 라이너 등 유명인들의 마지막 안식처가 되었다.

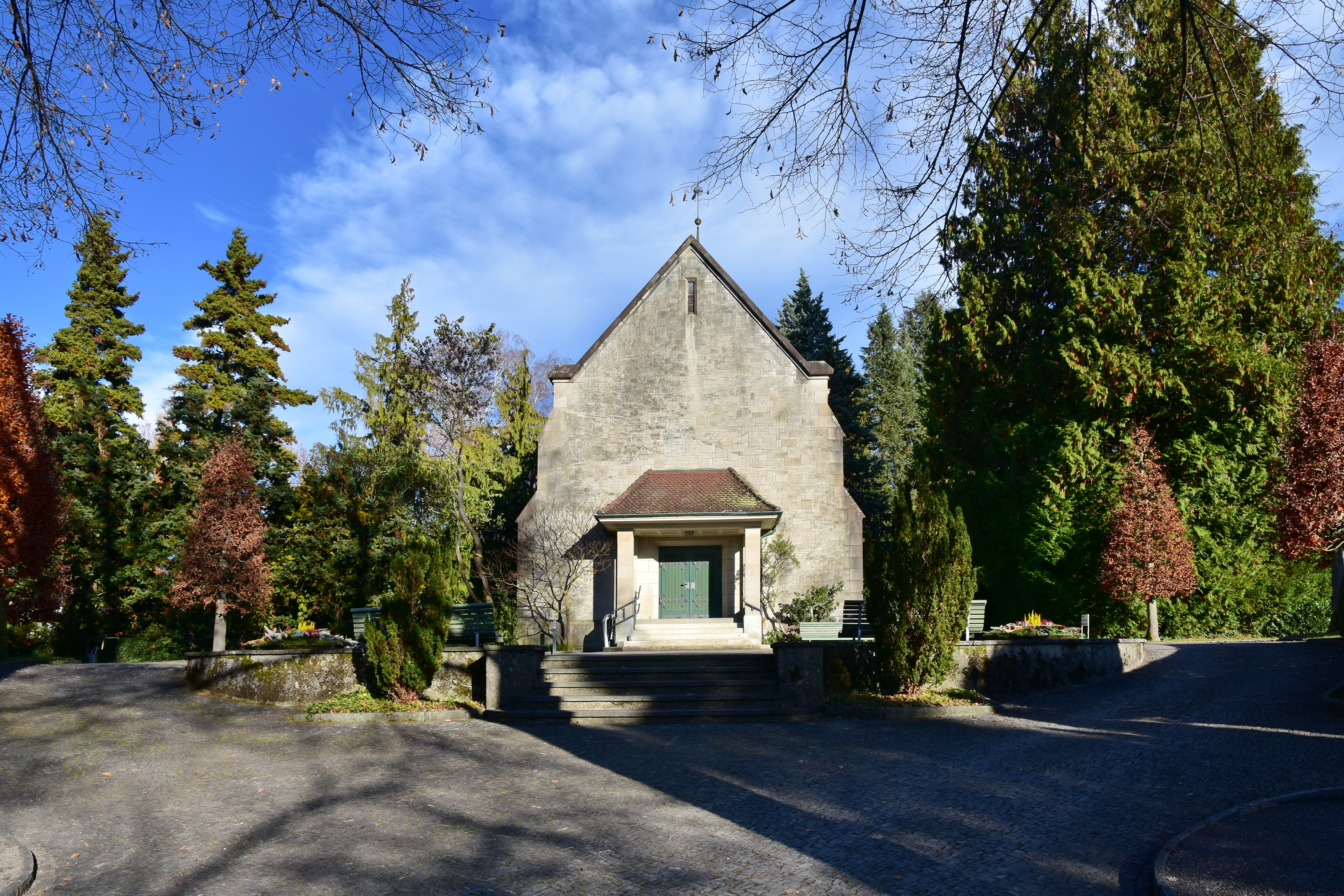
엔첸뷜, 묘지 예배당
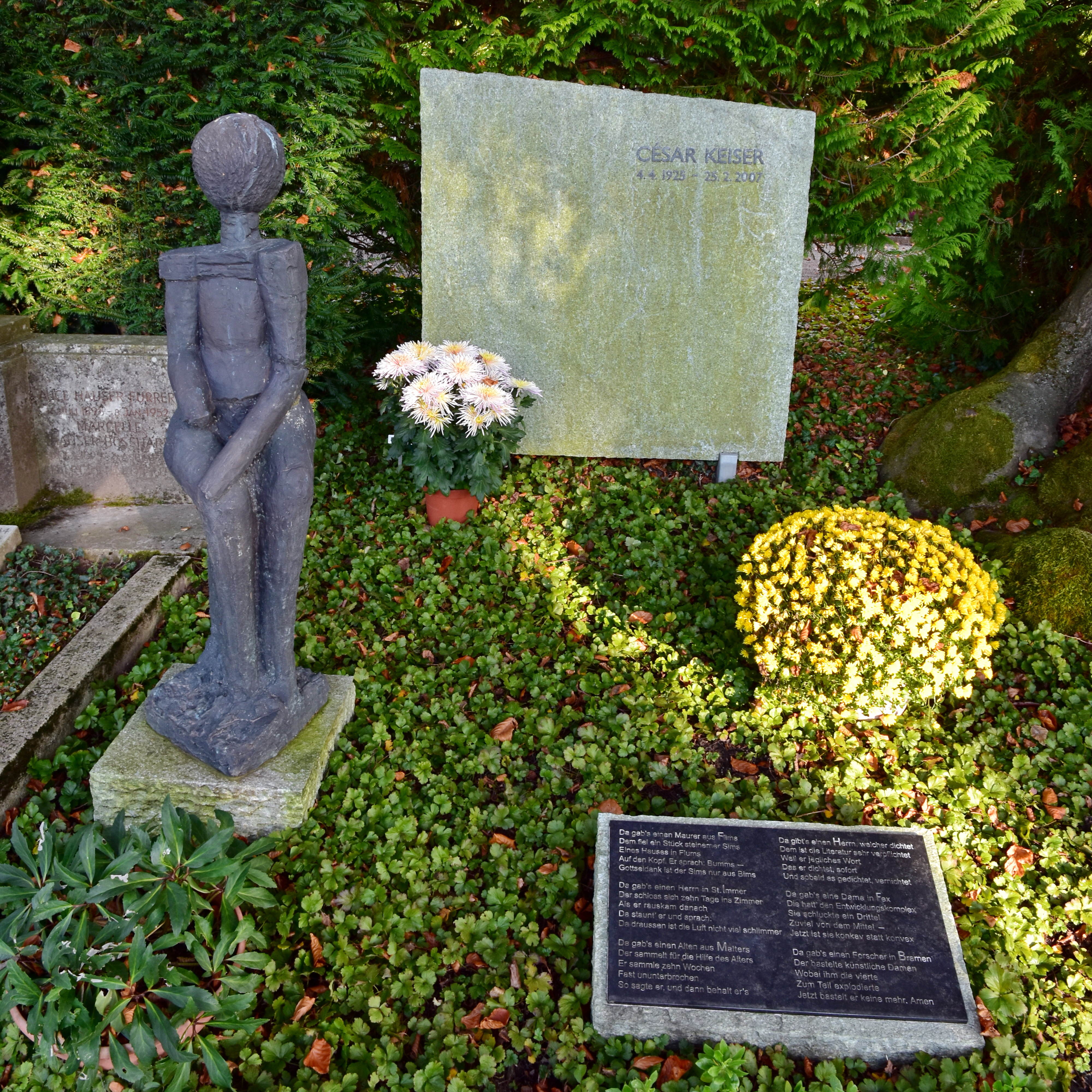
세자르 카이저의 묘
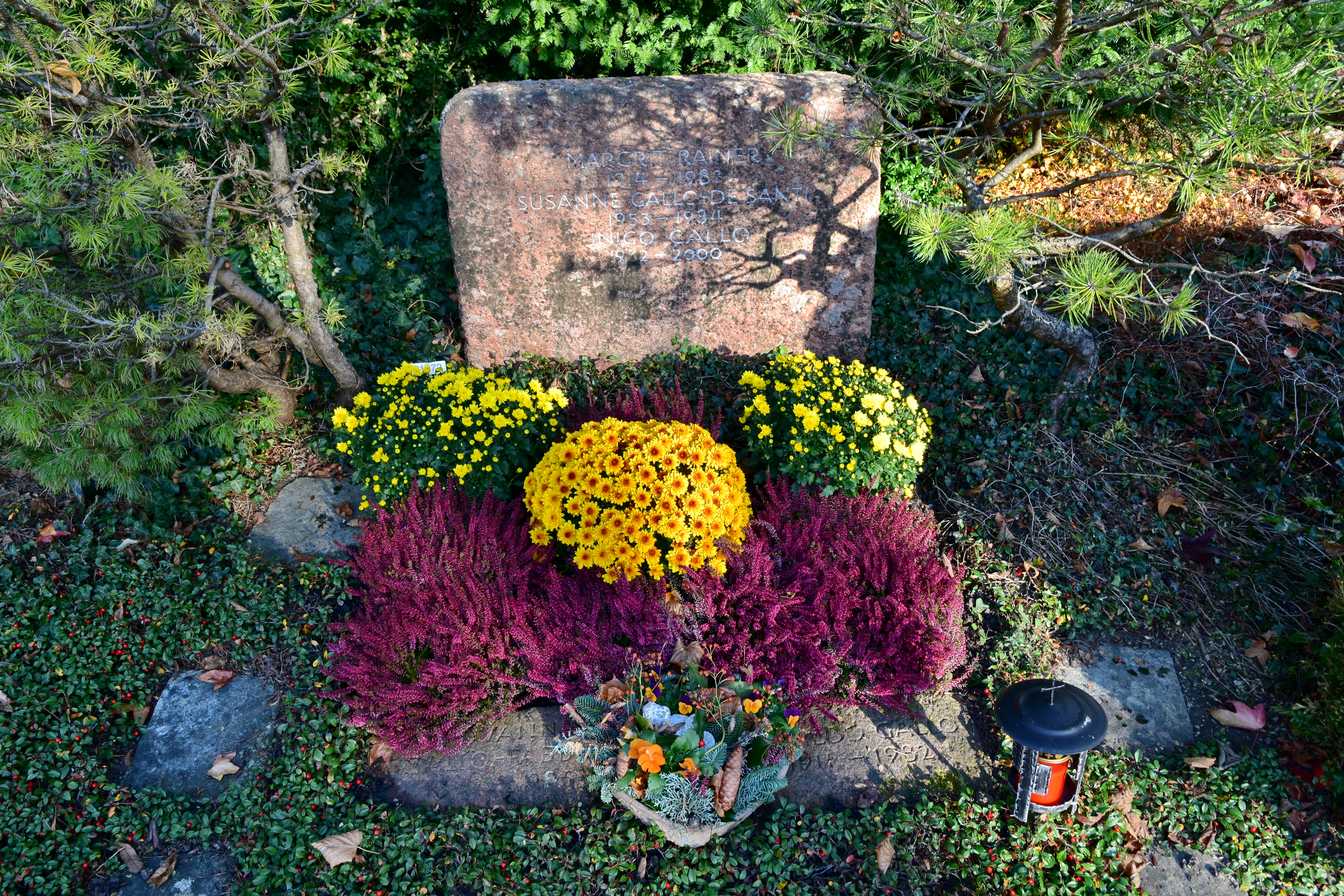
마거리트 라이너, 이니고 갈로의 묘
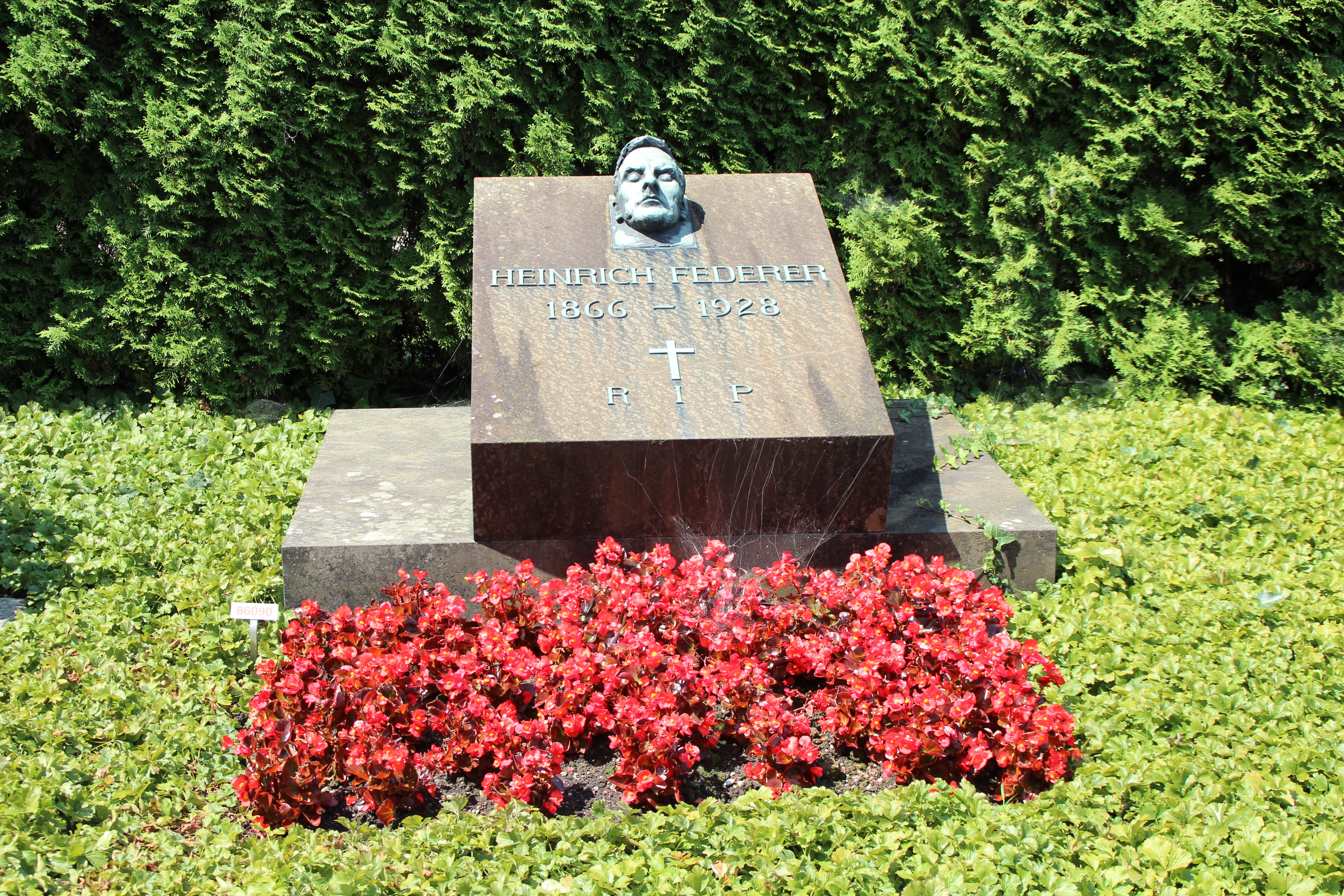
하인리히 페더러의 묘

## 기타
가상의 2007년 스위스 미스터리 영화 〈마르모레아〉(Marmorea)는 바이네크 지역의 부르크홀츨리 요양원, 취리히 테크노파크 근처의 리마트강, 리마트콰이 산책로 및 뮌스터호프로 건너가는 뮌스터교 강에서 촬영되었다.

## 갤러리

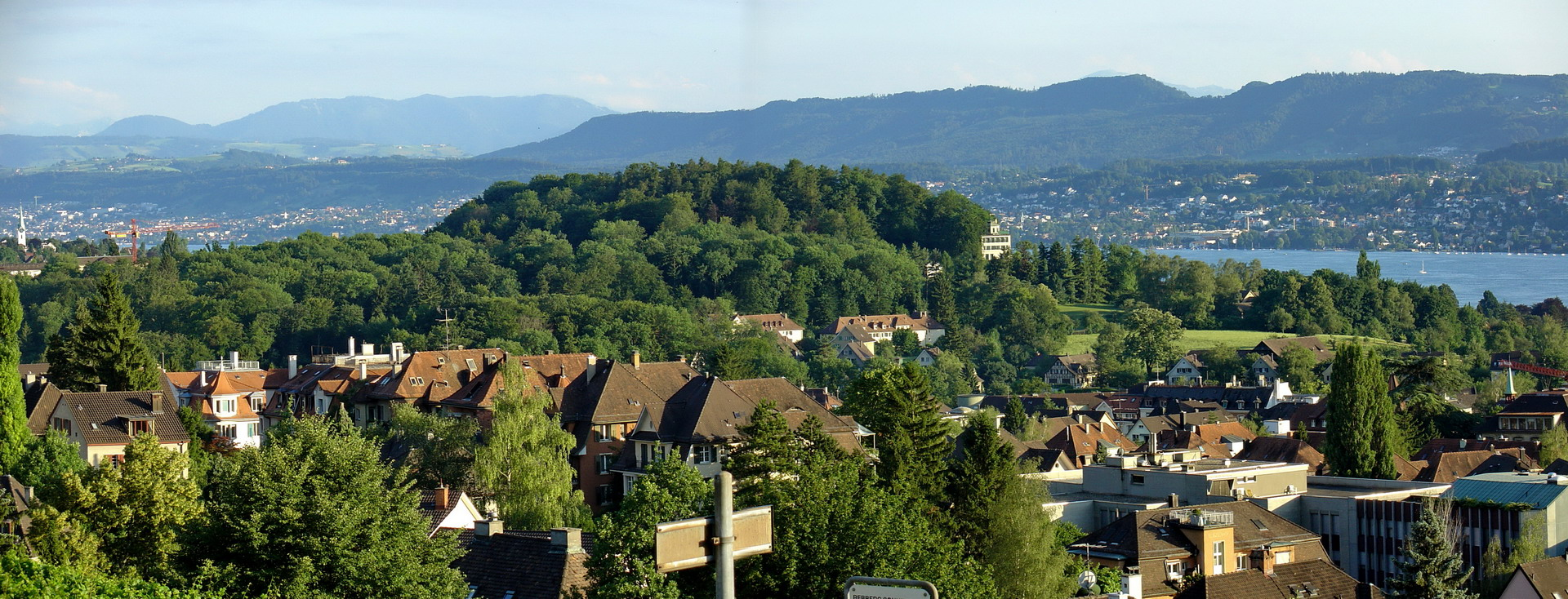
«부르크횔츨리» 언덕(중앙), 뒷 편으로 취리히호와 알비스 산맥
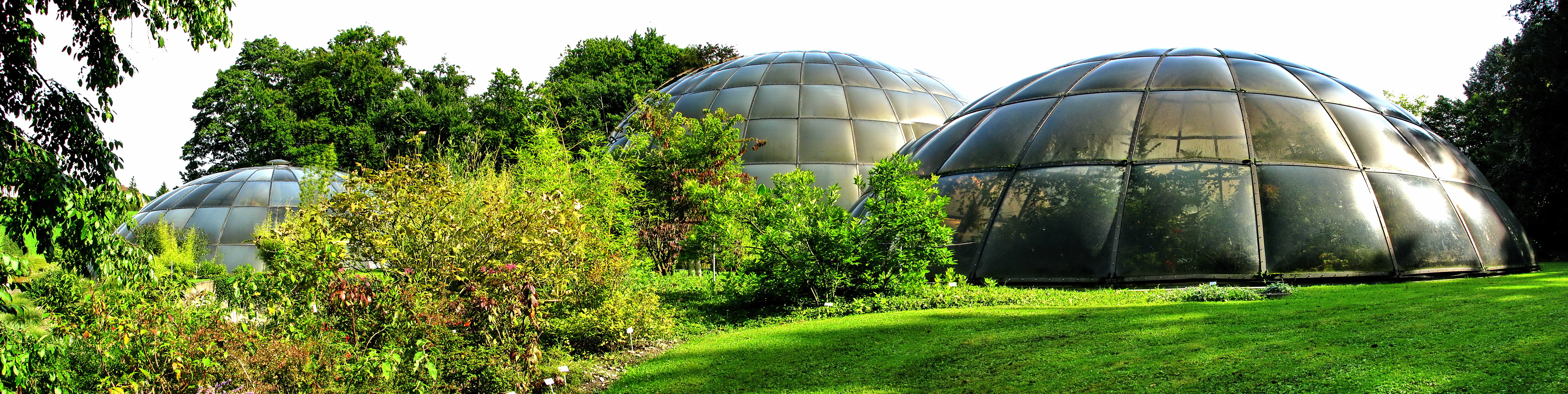
서쪽에서 본 식물원, 온실
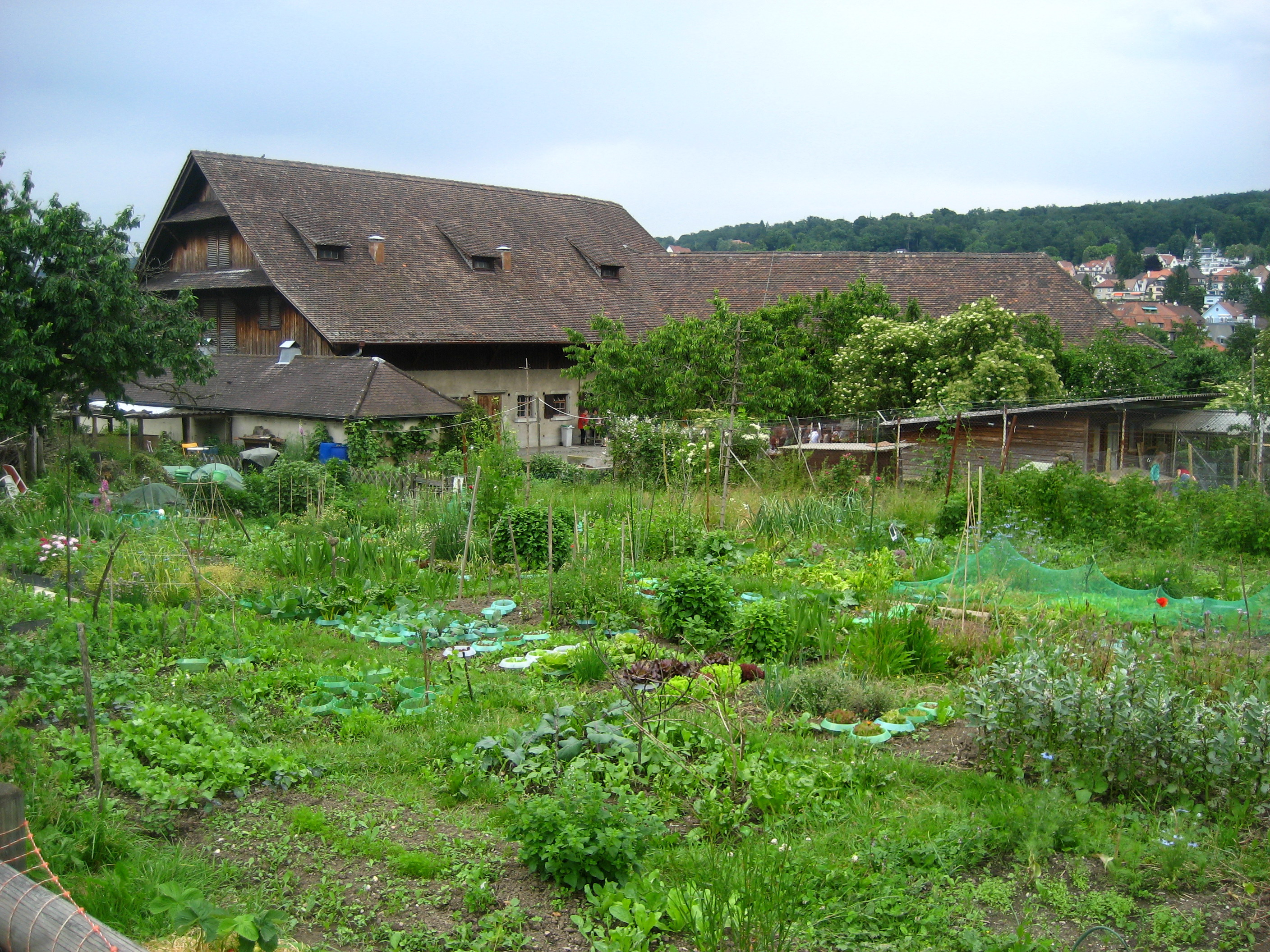
에스타테 (콰르티어호프) 바이네크